# Fin de fiesta
Fin de fiesta è un film drammatico del 1960 diretto da Leopoldo Torre Nilsson, tratto dall'omonimo romanzo scritto nel 1958 dalla scrittrice argentina Beatriz Guido e ambientato durante la cosiddetta Década Infame.
È stato presentato in concorso alla 10ª edizione del Festival internazionale del cinema di Berlino.

## Trama
Nel periodo compreso tra la caduta di Hipólito Yrigoyen e il colpo di stato del 1943, il nipote di un caudillo della provincia di Buenos Aires entra negli affari di suo nonno. Presto scoprirà un mondo fatto di crudeltà e corruzione.

## Distribuzione
Dopo l'anteprima al Festival di Berlino, il film è stato distribuito in Argentina dal 23 giugno 1960. Il 16 ottobre 1962 è stato proiettato in Spagna durante la "Semana de cine argentino" e in anni più recenti, il 12 marzo 2002 è stato riproposto al Festival internazionale del cinema di Mar del Plata.